# Utzenaich
Utzenaich (baw. Ùtznoa) – gmina w Austrii, w kraju związkowym Górna Austria, w powiecie Ried im Innkreis. Liczy 1544 mieszkańców (1 stycznia 2015).